# Letenice
Letenice so naselje v Mestni občini Kranj.